# ヨナ・フリードマン
ヨナ・フリードマン （Yona Friedman、1923年6月5日 - 2020年2月20日） は、ハンガリー生まれのフランス人理論家、建築家、都市計画家、デザイナー。 彼は1950年代後半から1960年代前半に影響力を持ち、「モバイルアーキテクチャ」の理論で最もよく知られている。    

## 人物
1987年、 インド・マドラスに滞在したフリードマンは、 竹などの地元の素材から自己構築の原則が適用された単純技術の博物館を完成させる。 彼はまた、技術的な主題（ 科学的建築の場合、ワークショップ1975）や社会学（ L'architecture du survie 、L'éclat2003）および認識論的（ L'univers erratique 、PUF 1994）を扱った本を執筆。 この本は、フリードマンの倫理と精神最もよく表している。おそらく「UtopiesRéalisables」（ 実現可能なユートピアフランス）が1975年にフランスで出版、また、イタリア（2003 Quodlibet）で掲載された本物の民主的な方法で再構築する私たちの社会をプロジェクトを記述することで、批判的集団の理論を通じてエリート主義を脱出することを求めている。この本は、グローバルコミュニケーションの神話に対する激しい批評でもあるのである。引用すると「この本で提示された社会的ユートピアの分析は、暗黙のうちに、私たちの時代のこれらの2つの「ペスト」である「国家マフィア」と「メディアマフィア」（報道、テレビなど ）。 国家マフィアの存在は、古典的な民主主義国家がそのサイズが特定の制限を超えると形を維持することが不可能であることに起因し、「メディアマフィア」は、グローバルコミュニケーション（ワールドワイド）における同様の無力の直接の結果であるとする。インターネットは、この障害の例として適用される。このことは、技術的な問題の結果ではなく、人間が普遍的に（すべてからすべてに）コミュニケーションできない根本的な原因に起因しているとする。 これら2つの寛大なユートピア、民主主義と男性間の「グローバルコミュニケーション」の失敗について論理的には、私たちの利益に反して行動するギャングの形成につながるとし、 起訴と同様に、この本は同時に励ましの行為になるという。そして「個人はこれらの2人のギャングに彼らの助けまたは暗黙の同意を提供しないように励まされるべきです。それは革命の呼びかけではなく、抵抗への呼びかけであります。 」と述べている。     

## モバイルアーキテクチャ
1958年、ヨナフリードマンは「モバイルアーキテクチャ」と題した彼の最初のマニフェストを発表。 それは建物ではなく、新しい自由を与えられる住民のための新しい種類の可動性について説明している。 
モバイルアーキテクチャは、「決定もされていないインフラストラクチャ」を経由する「居住者によって決定された住居」としている。 モバイルアーキテクチャは、「モバイル社会」で利用可能なアーキテクチャを具現化しているとする。 それを扱うために、古典的な建築家は「平均的な人物」を発明したという。 フリードマンによると、1950年代の建築家のプロジェクトは、この移動社会の実際のメンバーのニーズを満たすためではなく、この偽造エンティティのニーズを満たすために行われたとしている。 
建築の教えとは、「古典的な」建築家によるユーザーの役割の過小評価が主な原因とした。 さらに、この教えは実際の建築理論を採用していなかった。 フリードマンはそれから一般市民のために建築の基礎のためのマニュアルを教えることを提案した。 
この理論の具体化である空間都市は、誰もが自分の仮説を立てることを可能にしている。 これが、モバイル都市では、建物が  つぎのようになるとした。 
1. 最小限の領域で地面に触れる
2. 解体して移動できる
3. 個々の居住者の要求に応じて変更可能である。

## 空間都市
空間都市は「モバイルアーキテクチャ」の最も重要なアプリケーション。 居住ボリュームを含むパイル上で発生し、「ボイド」の一部の内部にフィットすると他の未使用ボリュームと交互になり、見た目が美しくなる。 その設計の基礎は、住居が価格なしで分配される「近隣」として機能する三面体要素の基礎であるとした。 
この構造は、地方と都市の間の一種の合併を導入し（ パオロ・ソレリのアーコロジー概念と比較して）、次のような範囲になるとした。 
- 特定の利用できないサイト
- 建築が不可能なまたは許可されていない地域（広大な水域、湿地帯）
- すでに構築されているエリア（既存の都市）、
- 農地の上

コンテナー構造を含むこのスパニングテクニックは、 タウンプランニングにおいて新しい発展の先駆けとなる。提起された計画は、都市の元の領域を立体的にした。複数の独立したレベルでの空間都市の階層化は、機能的および美的観点の両方から「空間の町計画」を決定し、より低いレベルは公共の生活、およびコミュニティサービスと歩行者エリア用に設計された施設に割り当てられる。杭には、垂直方向の輸送手段（リフト、階段）が組み込まれる。レベルの重ね合わせにより、同じサイトに工業都市全体、または住宅都市または商業都市を構築できるようになります。 このようにして、空間都市はフリードマンが「人工地形 」と呼ぶものを形成する。 空間に吊り下げられたこのグリッドは、継続的で不確定な均一ネットワークの助けを借りて、地形の新しい地図作成を概説する。このモジュール式グリッドは、都市の無限の成長を承認する。 
このグリッドのスペースは長方形で居住可能なモジュラー「ボイド」であり、平均面積は25〜35平方メートル。 逆に、グリッド内に含まれるボリュームの形式は占有者にのみ依存し、グリッド内の「フラットライター」で設定されたボリュームの構成は完全に無料。 空間都市の半分だけが占有される。住居に対応する「フィリング」は、実際には3次元格子の50％しか占めておらず、光が空間都市で自由に広がることが可能。パイルにいくつかのレベルがある3次元グリッドに要素をこのように導入することで、フォームの互換性と複数の用途へのそれらの適応によって、スペースの変更可能な占有が可能になるとした。 
フリードマン自身の言葉では、都市は「メカニズムとして、したがって迷宮に他ならない：障害物によって分離された出発地と終着地の構成」であるとした。 

## 主な著作
- 1958： モバイルアーキテクチャ
- 1975： 科学的建築に向けて ISBN 0-262-56019-4
- 1980： 都市のより良い生活：[都市のルネサンスのためのキャンペーン]
- 1999： ヨナ・フリードマン。 予測不可能なサービスを提供する構造 ISBN 90-5662-108-4    / ISBN 978-90-5662-108-7
- 2006： ヨナ・フリードマン：プロ・ドーモ ISBN 84-96540-51-0
- 2010： ヨナ・フリードマン図面とモデル ISBN 978-2-84066-406-2
- 2015： ヨナ・フリードマン。 建築の希薄化 ISBN 978-3-906027-68-5

## 展示会
- 2017：「Yona Friedman。 人々の建築」。 Centre de arts de l'ÉcoleInternationale deGenève– EIG
- 永久コレクションのスケッチ：MOMA、ニューヨーク;ポンピドゥーセンター、パリ。
- 2015：モバイルアーキテクチャ：Yona Friedman、Power Station of Art、上海
- 2014： 1001 nuits + 1 jour 、 mfc-michèledidier
- 2014： Dictionnaire、Promenadologues＃3 、 Cneai 、 Chatou
- 2014年： ヨナ・フリードマン 、 エコール・ナショナル・スペリオール・ド・アーキテクチャー・ド・パリ・ラ・ヴィレット 、パリ
- 2013： Möbianne 、 Cneai 、 Chatou
- 2013： Iconostaseバージョン3 、 Cneai 、 Chatou
- 2013： Diapositives 1958–2002 、 Cneai 、 Chatou
- 2012：「ヨナ・フリードマン。 ビジョンの創世記」。 センターArchizoom – EPFL
- 2012： LeMuséede rue et leMuséeiconostase 、 Cneai 、 Chatou
- 2012： ハンドブック、ベルリン–パリ2012 、 ギャルリーチャート 、ベルリン
- 2011：「建築のない建築」、ルートヴィヒ美術館、ブダペスト
- 2009：ベニスビエンナーレ、発明世界。
- 2007年： あえて自分の展覧会を作ろう 、 Cneai 、 Chatou
- 2007：上海ビエンナーレ
- 2005：ヴェネツィアビエンナーレ
- 2003：ベニスビエンナーレ
- 2002：横浜トリエンナーレ